# El Sauz de la Labor
El Sauz de la Labor är en ort i Mexiko.   Den ligger i kommunen Calvillo och delstaten Aguascalientes, i den centrala delen av landet, 500 km nordväst om huvudstaden Mexico City. El Sauz de la Labor ligger 1 938 meter över havet och antalet invånare är 114.
Terrängen runt El Sauz de la Labor är huvudsakligen kuperad, men åt sydväst är den platt. Runt El Sauz de la Labor är det ganska tätbefolkat, med 72 invånare per kvadratkilometer. Närmaste större samhälle är Calvillo, 18,5 km söder om El Sauz de la Labor. Trakten runt El Sauz de la Labor består i huvudsak av gräsmarker.